# レーダーチャート

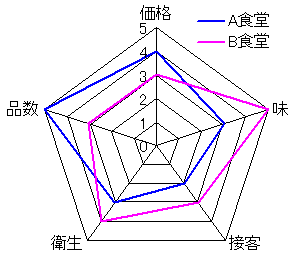
レーダーチャートの例（食堂の評価）

レーダーチャート（英: radar chart）は、複数の項目がある変量を構成比に直すことなく正多角形上に表現したグラフ。中心を0とし各項目ごとに値が大きいほど外側になるよう表現する。主に、それらの項目を属性としてもつ主体の性能などを比較するために用いる。クモの巣グラフ・鶏の鶏冠等ともいう。

## 概要
データをプロットした後、隣同士のデータを直線で結んで作成する。結ばれた範囲内を塗りつぶす場合もある。
レーダーチャートは中心が0で全体的に値が大きいほど外側に向かって広がり、全体的に値が小さいほど中心に収束する。また、バランスが取れているほどグラフの正多角形に近い形になる。
高い値を示す項目が多い＝面積が広いほど、総合的に優秀なものだといえる。また、他と比べて突出した部分に強みを把握することもできる。
類似するあるいは、相関する属性を近くに配置すると分かり易い。逆に、特定の主張をするために、単位、段階、測定値などを選択すると論理を誘導することになる。
それぞれの軸に独立性があるか、何をどういう作為できめたかの説明がないと判断を誤る可能性がある。

## 歴史
ナイチンゲールがクリミア戦争に際して、戦死者・傷病者に関する膨大なデータの分析結果を示す際に用いた「ローズダイアグラム（極座標エリアチャート）」は、レーダーチャートとしばしば混同されるが、形式が異なる統計図表である。
現在の「レーダーチャート（スタープロット）」として知られる形式の図表は、1877年にドイツの統計学者ゲオルク・フォン・マイヤー（Georg von Mayr）によって初めて使用された。